# Ophiorrhiza mussaendiformis
Ophiorrhiza mussaendiformis là một loài thực vật có hoa trong họ Thiến thảo. Loài này được Deb & Mondal mô tả khoa học đầu tiên năm 1982.